# 米洛拉德·帕维奇

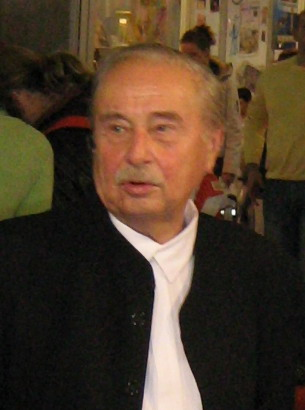
米洛拉德·帕维奇

米洛拉德·帕维奇（Милорад Павић，1929年10月15日—2009年11月30日）是著名塞尔维亚作家、诗人、翻译家、文学史学家。其著名作品有《哈扎尔辞典》。